# IC 3474
IC 3474 est une galaxie spirale vue par la tranche et située dans la constellation de la Vierge. Sa vitesse par rapport au fond diffus cosmologique est de 2 070 ± 25 km/s, ce qui correspond à une distance de Hubble de 30,54 ± 2,17 Mpc (∼99,6 millions d'al). Elle a été découverte par l'ingénieur britannique Isaac Roberts en 1892.
La classe de luminosité d'IC 3474 est IV et elle présente une large raie HI. Elle renferme également des régions d'hydrogène ionisé.

## Distance d'IC 3474
À ce jour, plus d'une dizaine de mesures non basées sur le décalage vers le rouge (redshift) donnent une distance de 19,064 ± 1,207 Mpc (∼62,2 millions d'al), ce qui est nettement à l'extérieur des valeurs de la distance de Hubble.
Cette galaxie, comme plusieurs de l'amas de la Vierge, est relativement rapprochée du Groupe local et on obtient souvent une distance de Hubble très différente en raison de leur mouvement propre dans le groupe où dans l'amas où elles sont situées. La distance de 19.0 Mpc est sans doute plus près de la réalité. Selon ces deux mesures, IC 3474 se dirige vers le centre de l'amas en direction opposée à la Voie lactée. Notons que c'est avec la valeur moyenne des mesures indépendantes, lorsqu'elles existent, que la base de données NASA/IPAC calcule le diamètre d'une galaxie.

## Groupe de M61, de M60 et l'amas de la Vierge
Selon A.M. Garcia, IC 3474 est membre du groupe de M61 (NGC 4303). Ce groupe de galaxies comprend au moins 32 membres, dont NGC 4255, NGC 4301 (NGC 4303A dans l'article), M61 (NGC 4303), NGC 4324, NGC 4420, NGC 4527, NGC 4533, NGC 4536, NGC 4581, NGC 4599 et IC 3267, de même que la galaxie NGC 4496A qui est en réalité NGC 4496.
D'autre part, toutes les galaxies du New General Catalogue de ce groupe apparaissent  dans une liste de 227 galaxies d'un article publié par Abraham Mahtessian en 1998. Les autres galaxies de ce groupe n'y figurent pas. Cette liste comporte plus de 200 galaxies du New General Catalogue et une quinzaine de galaxies de l'Index Catalogue. On retrouve dans cette liste 11 galaxies du Catalogue de Messier, soit M49, M58, M60, M61, M84, M85, M87, M88, M91, M99 et M100.
Toutes les galaxies de la liste de Mahtessian ne constituent pas réellement un groupe de galaxies. Ce sont plutôt plusieurs groupes de galaxies qui font tous partie d'un amas galactique, l'amas de la Vierge. Pour éviter la confusion avec l'amas de la Vierge, on peut donner le nom de groupe de M60 à cet ensemble de galaxies, car c'est l'une des plus brillantes de la liste. L'amas de la Vierge est en effet beaucoup plus vaste et compterait environ 1300 galaxies, et possiblement plus de 2000, situées au cœur du superamas de la Vierge, dont fait partie le Groupe local,.
De nombreuses galaxies de la liste de Mahtessian se retrouvent dans dix groupes décrits dans l'article d'A.M. Garcia, soit le groupe de NGC 4123 (7 galaxies), le groupe de NGC 4235 (29 galaxies), le groupe de NGC 4261 (13 galaxies), le groupe de M61 (32 galaxies), le groupe de NGC 4442 (13 galaxies), le groupe de NGC 4461 (9 galaxies), le groupe de M49 (127 galaxies, M49 = NGC 4472), le groupe de M87 (96 galaxies, M87 = NGC 4486), le groupe de M88 (44 galaxies, M88 = NGC 4501) et le groupe de NGC 4535 (14 galaxies). Ces dix groupes font partie de l'amas de la Vierge et ils renferment 387 galaxies. Certaines galaxies de la liste de Mahtessian ne figurent cependant dans aucun des groupes de Garcia et vice versa.